# Yeonggang-dong
Yeonggang-dong (koreanska: 영강동) är en stadsdel i staden Naju i provinsen Södra Jeolla i den sydvästra delen av Sydkorea, 285 km söder om huvudstaden Seoul.